# ジョージ・ウィリアム・ノックス
ジョージ・ウィリアム・ノックス（George William Knox、1853年8月11日 - 1912年4月25日）は、米国長老教会から派遣された、明治時代のアメリカ人来日宣教師である。ナックスとも表記されることもある。

## 生涯

### 初期
アメリカ合衆国ニューヨーク州ロームで、米国長老教会の有力な牧師で神学博士のウィリアム・イートン・ノックスと長老教会の夫人活動家の母アリス・ウッドワード・ノックスの間に長男として生まれた。
ノックスは父親が牧会するロームで成長して、1870年からニューヨーク州クリントン市のハミルトン大学に入学した。1874年にハミルトン大学を卒業すると、父と同じ牧師を目指して、オーバン神学校に入学した。1877年春に神学校を卒業して、アン・キャロライン・ホームズと結婚して、ニューヨーク州エルミラの第一長老教会で日本派遣宣教師の任命を受けた。ノックス夫妻は9月にカリフォルニア州サンホセに移動して日本行きの準備を整えた。
在日ミッションでは、教派の合同のための宣教師を三名選び、ノックスとトーマス・セロン・アレキサンダーとトーマス・クレイ・ウィンを1877年末に派遣した。

### 日本宣教

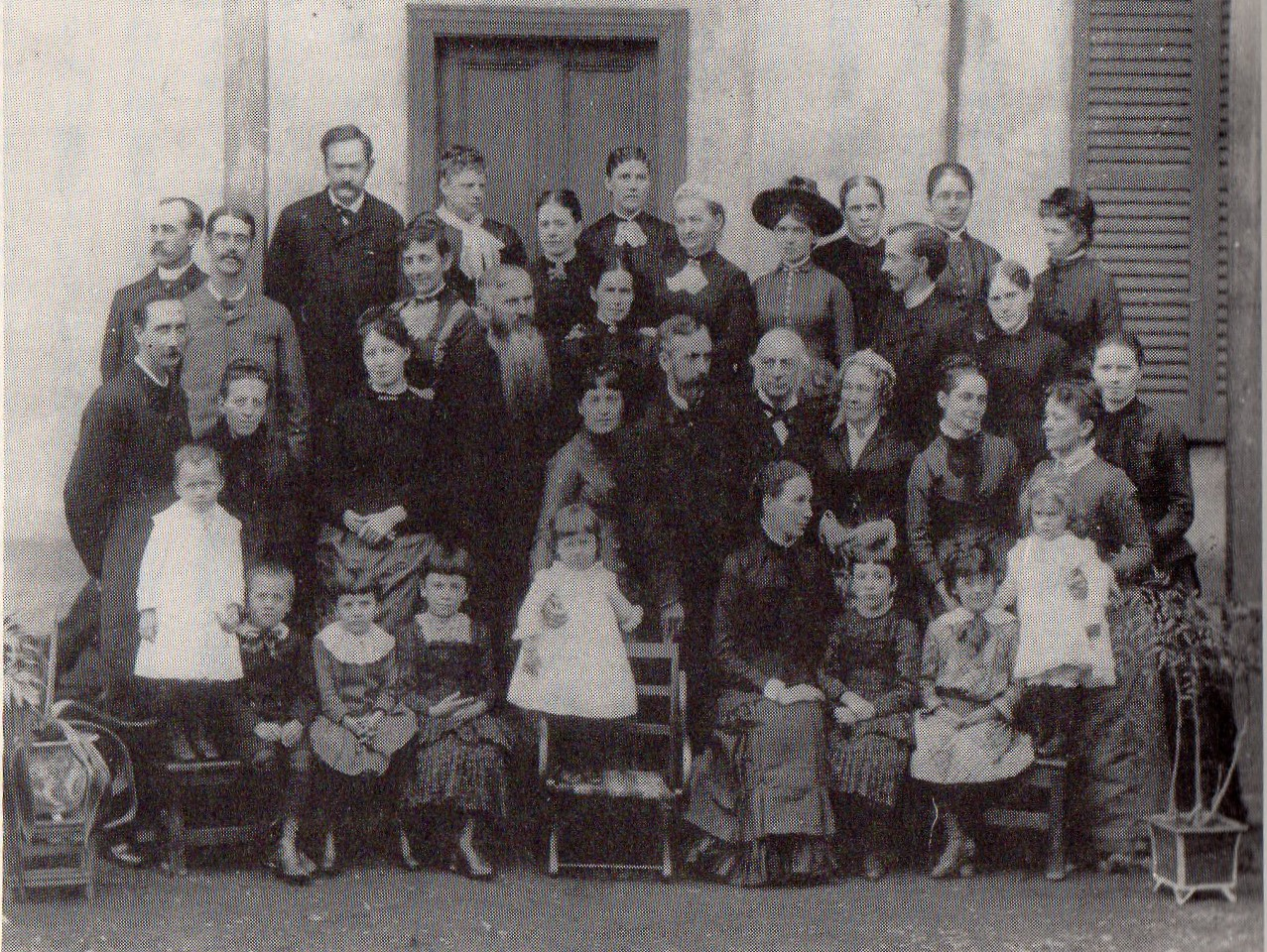
1880年代半ばのアメリカ合衆国長老教会東京ミッションのメンバーの家族の集合写真,ノックスは前から三列目の右から2人目の横を向いている人物、その前に右側にいるのが夫人

ノックスは1877年11月2日に夫婦で横浜に上陸して、横浜の長老教会宣教師館に滞在した。同館では、ジョン・クレッグ・バラが横浜でバラ学校と呼ばれたミッションの男子学校を経営していた。早速、ノックスが日本語勉強とともにバラ学校で英語を教えることになった。また、住吉町教会の第二仮牧師に招聘された。同年、9月17日にオランダ改革派教会とスコットランド一致長老教会および日本人教会である日本長老公会と日本基督公会が合同して、日本基督一致教会が成立していた。この団体の教職養成のために東京一致神学校が開港された。ウィリアム・インブリー、ジェームス・ランジング・アメルマン、サミュエル・グリフィリン・マクラーレンが専任教授として選ばれ、グイド・フルベッキとデイヴィッド・タムソンとミラーが就任した。
築地に転居したノックスは築地大学校の教授として2年間務め、1883年に先志学校と築地大学校が合併して東京一致英和学校になった時に、東京一致神学校の教授になった。神学校では弁証論、教理問答、説教学を教授した。ノックスは政治、社会問題、哲学、倫理学、神学時事問題などあらゆることに関心を示していた。専門の基督教弁証学以外にも新約聖書の釈義研究も根気強く組織的に分析した。また、日本の古典研究も行い、アジア協会の理事長、副理事長などを務めた。
1883年（明治16年）7月には韓国最初のプロテスタント信徒の一人である李樹廷の関係で、朝鮮の現地視察旅行にも行き、朝鮮伝道も試みた。さらに、アメリカ聖書協会のヘンリー・ルーミス宣教師と協力して、李樹廷の名前でアメリカ本国に朝鮮伝道のための宣教師の派遣を要請する。1885年メソジスト教会のH・G・アーペンゼラーとアメリカ長老派のH・G・アンダーウッドが来日する。2名の宣教師は李樹廷から朝鮮語を学び、2カ月後のイースターより韓国の仁川で伝道を開始する。
1886年（明治19年）から東京大学に招かれて、アーネスト・フェノロサの後任として、哲学と審美学の講義を行った。
在日宣教師と日本人教職者たちがミッション傘下の学校を統合して、「日本のプリンストン」を目指してクリスチャン・カレッジの創設を企画した。その実行委員の一人としてノックスが活躍した。1887年（明治20年）9月に明治学院が開校された。
1887年春にノックス一家はアメリカに一時帰国しオハイオ州で過ごした。1888年（明治21年）9月18日に日本に戻った。その年、ノックスは日本での宣教事業の功績に対して、プリンストン大学から名誉博士号を授与された。
日本基督一致協会の伝道局創設に努力した。また、同協会の教職の安川亨の人脈で、板垣退助、植木枝盛、片岡健吉らの立志社、自由党との関係が生まれたので、1884年より積極的に高知伝道を展開した。ノックス、タムソン、フルベッキ、ミラーなどが高知に派遣された。1884年11月よりノックスは高知に入り、12月末まで各地で演説会を行った。片岡健吉、坂本直寛、武市安哉、原保太郎などがノックスから洗礼を受けた。
ノックスは慶応義塾大学に1891年（明治24年）から一年間心理学の講義に出向する。1892年（明治25年）にはアメルマンが帰国したので、アメルマンの旧約聖書釈義を担当、ノックスの学問的興味は旺盛であった。しかし、インブリーが1893年（明治26年）に一時帰国すると、ノックスはついに帰国を決意し、同じ年の6月19日にアメリカに帰国した。

### 本国帰国後
アメリカに帰国してしばらく静養した後、1894年（明治27年）12月1日よりニューヨーク州にある長老教会で奉仕を5年間行った。1897年（明治30年）よりニューヨークのユニオン神学校の講師に招かれて、弁証論の講義を行った。その後、ユニオン神学校からの招聘があり、1899年（明治32年）2月より、教授としてユニオン神学校で哲学、宗教史、海外伝道の講義を受け持った。その間すぐれた論文を発表して高い評価を受け、ホバート・カレッジから文学博士号、ウェスレアン大学から神学博士号、エール大学から神学博士号を受領した。1903年（明治36年）にはエール大学で講師として講壇に立つ。1904年（明治37年）に当時明治学院総理の井深梶之助がインブリーと共に訪米する。井深とインブリーはノックスの家で明治学院の将来について語り合った。
1906年（明治39年）から1908年（明治41年）までユニオン神学校の学部長を務めた。これらの功績が認められ、1908年に日本政府はノックスに勲四等旭日小綬章を贈った。

### 京城での客死
1911年（明治44年）オン神学校はノックスをインド、中国、朝鮮、日本に派遣した。6月にニューヨーク港を出港して、ヨーロッパを回り、インド、中国、満州を経由して、1912年（明治45年）4月18日に平壌から京城についた。しかし風邪をこじらせ、長老教会セベレンス病院に入院中に肺炎で4月25日に客死した。日本政府は危篤の知らせに、勲三等瑞宝章を贈った。
5月1日に京城で葬儀が行われた。5月4日に東京に夫人がノックスの遺骨を携えて来日した。10日に、井深梶之助、植村正久ら20名で内輪の追悼会を行った。